# Seznam typů karetních listů

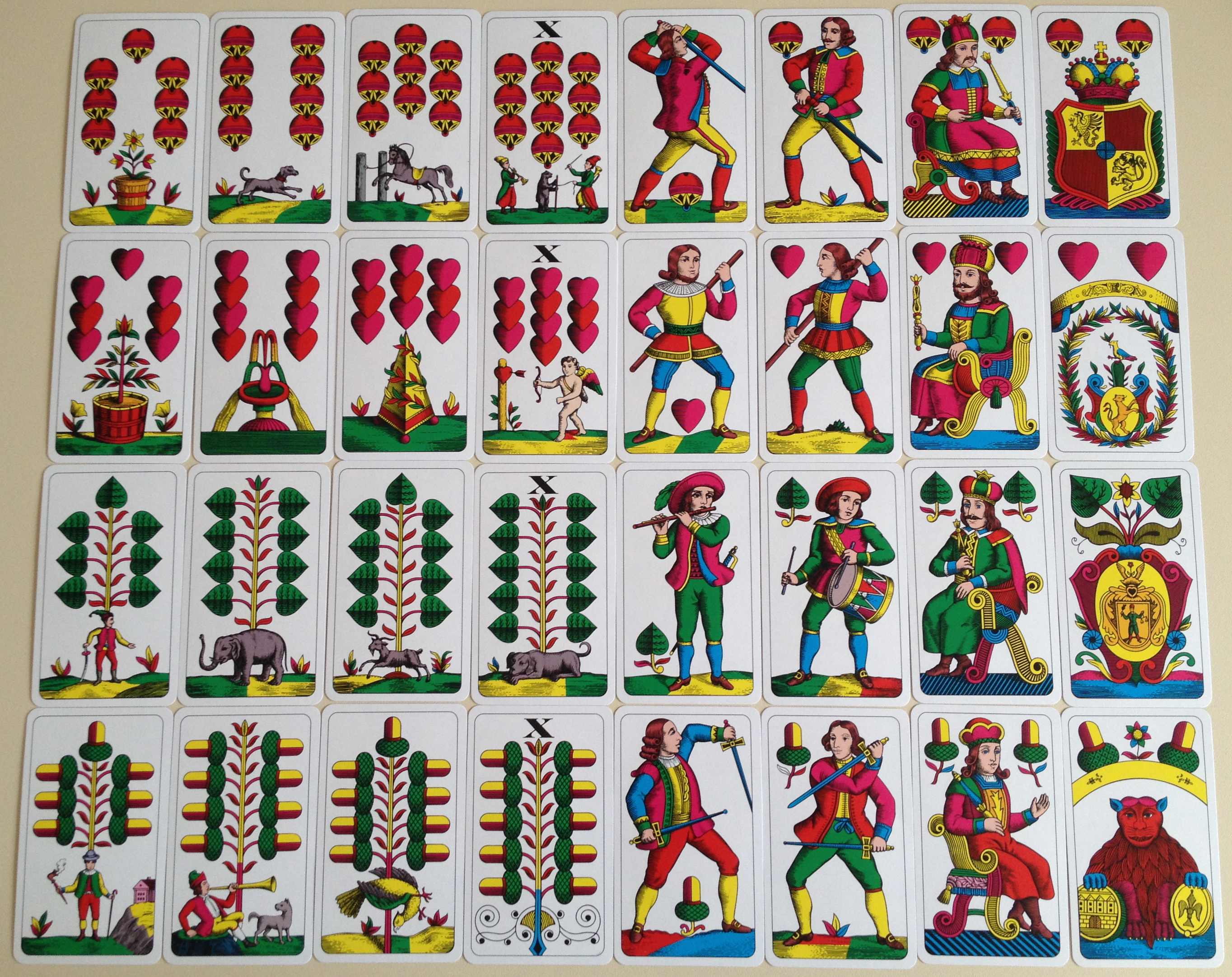
Mariášové české jednohlavé karty

Seznam typů karetních listů je výčtem klasických karetních listů, se kterými se lze ve světě setkat. Seznam neobsahuje moderní karetní hry, kde se daný list dá použít jen pro jedinou hru.

## Evropské karetní listy

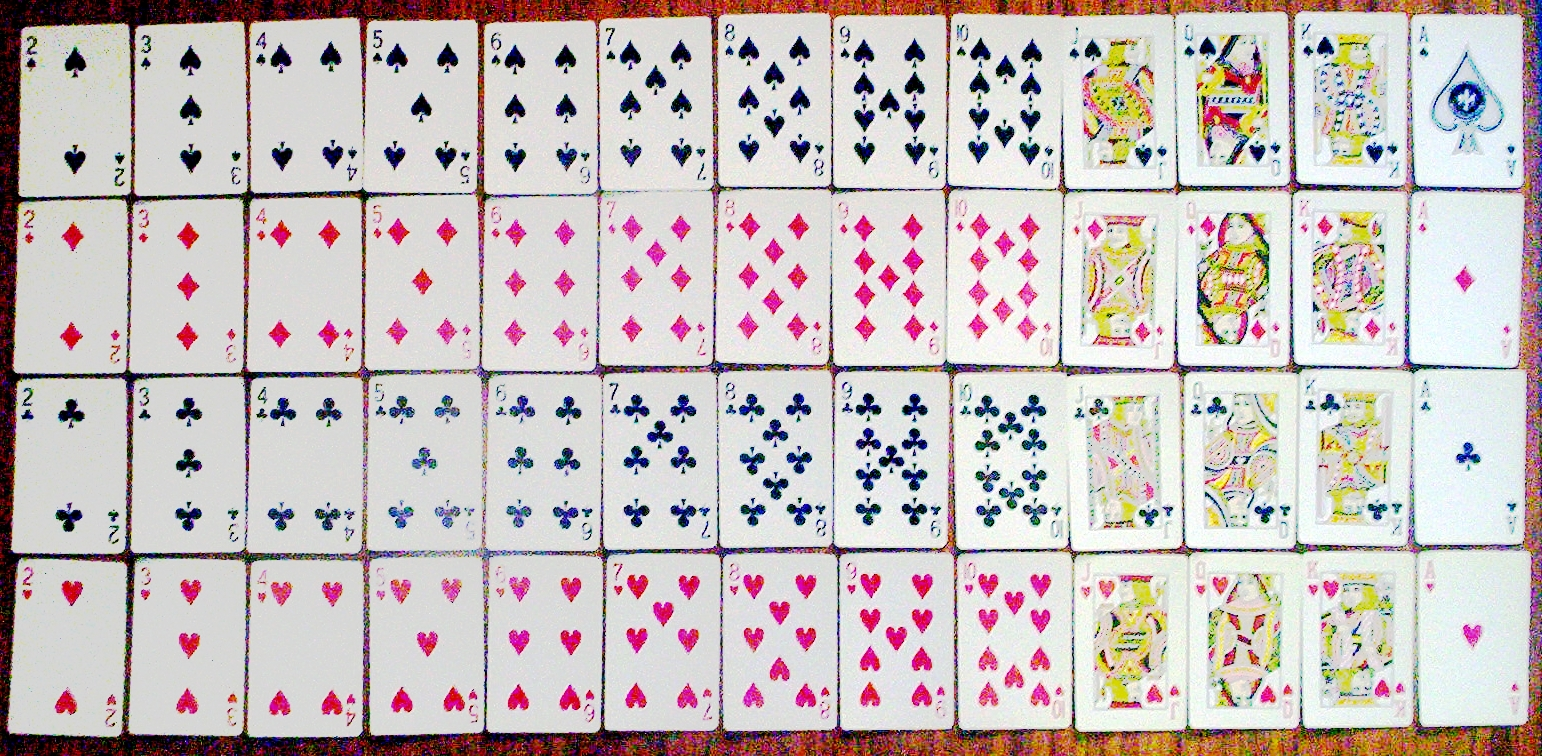
Francouzské karty

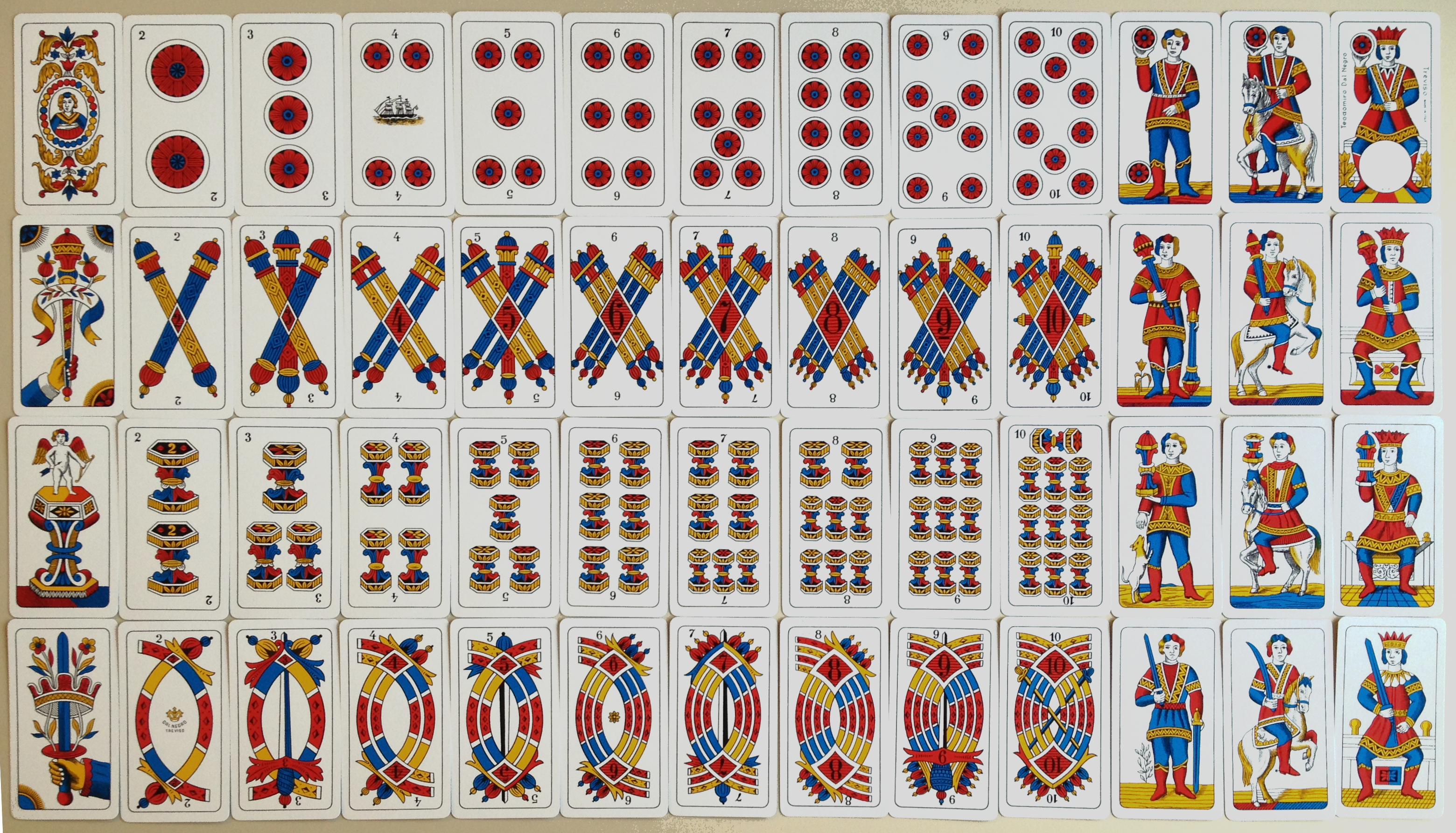
Italské karty

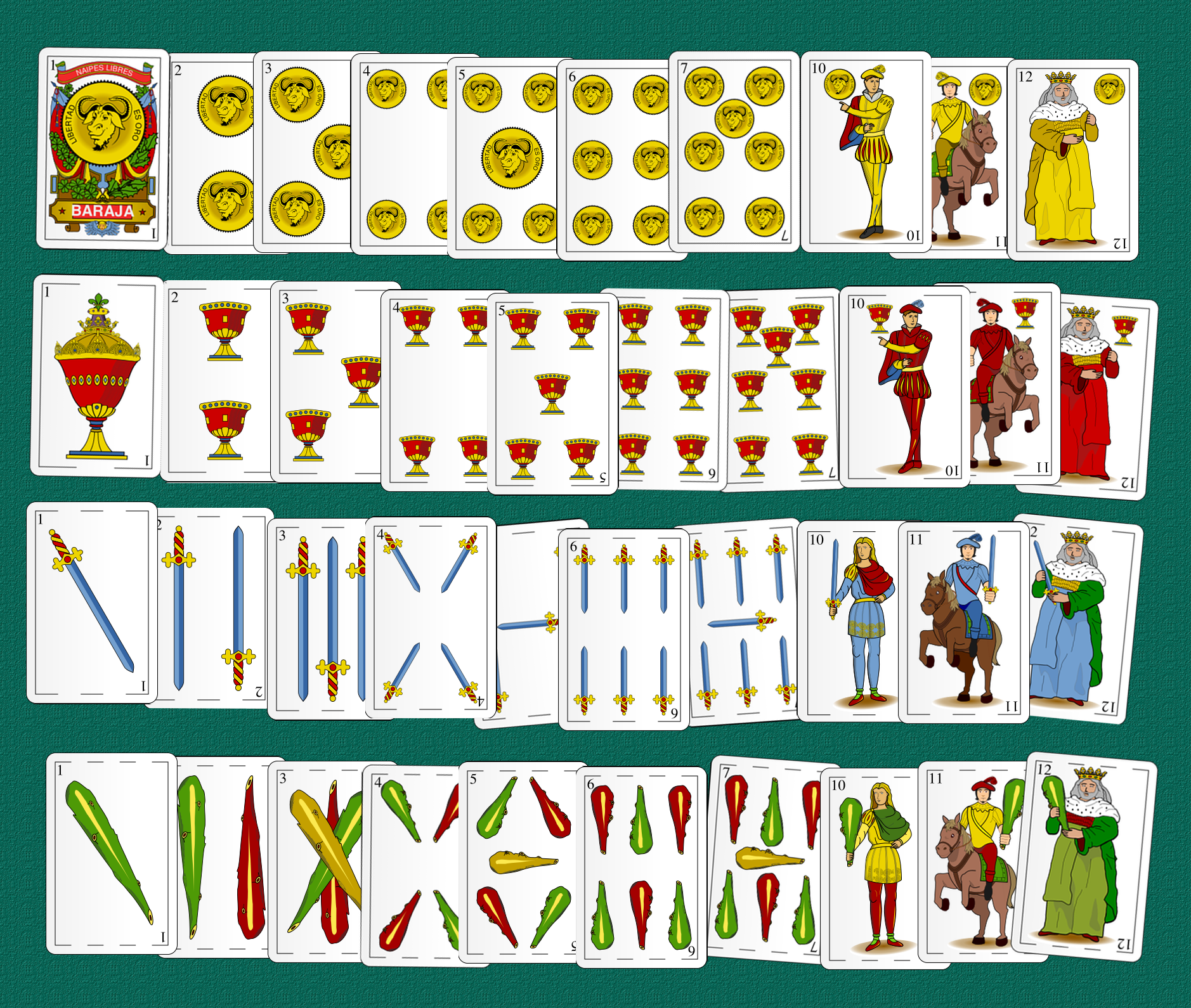
Španělské karty

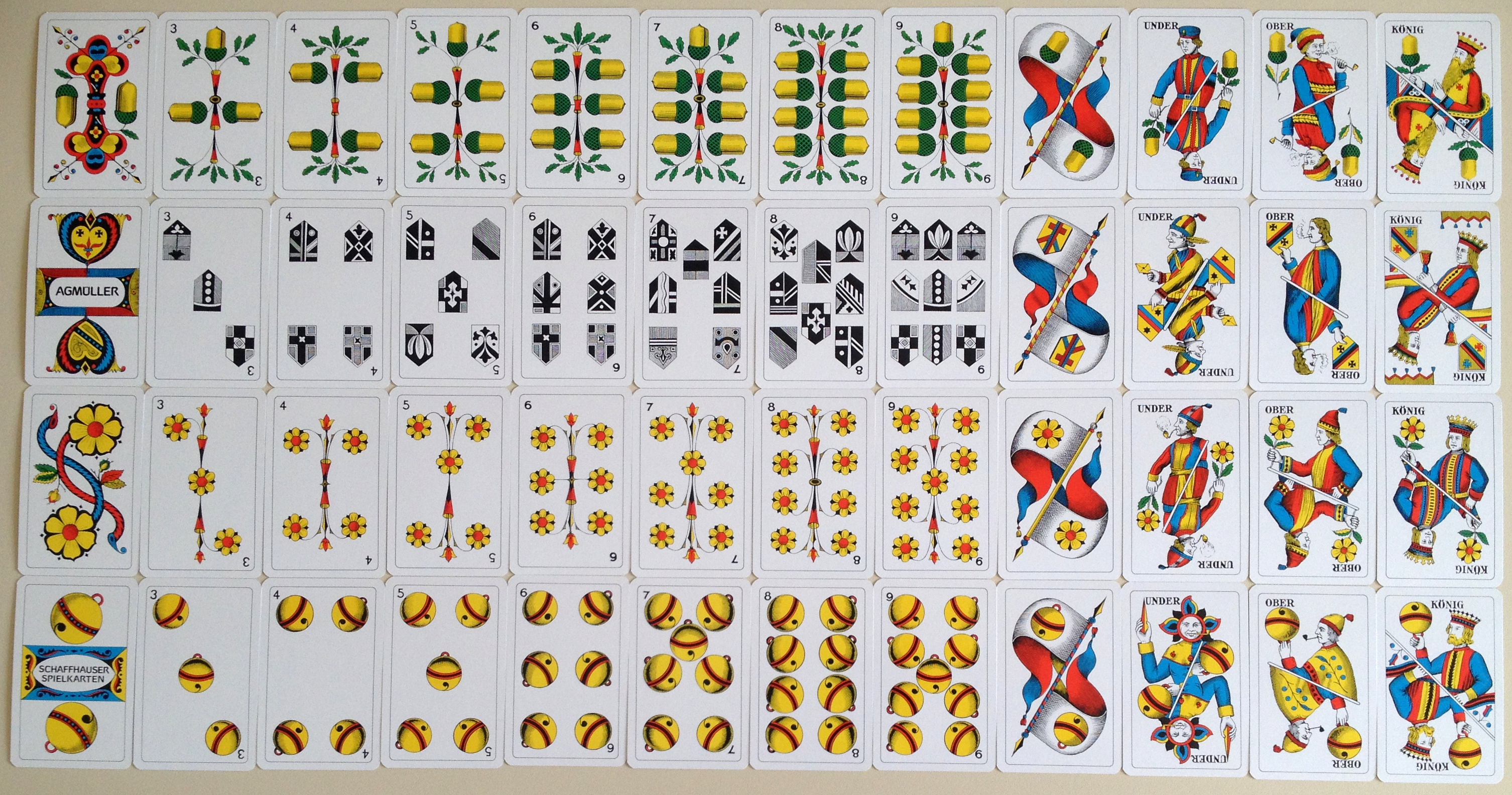
Švýcarské karty

Ruské karty (Atlasnyje)

### Francouzské
barvy: srdce, kára, piky, kříže
francouzsky: coeur, carreau, pique, tréfle
anglicky: hearts, diamonds, spades, clubs
nizozemsky: harten, ruiten, schoppen, klaveren
německy: Herz, Karo, Pik, Kreuz
polsky: kiery, kara, piki, trefle
rusky: черви (červi), бубны (bubny), пики (piki), трефы (trefy)
hodnoty francouzské: 2, 3, 4, 5, 6, 7, 8, 9, 10, V (valet), D (dame), R (roi), A (as)
hodnoty anglické: 2, 3, 4, 5, 6, 7, 8, 9, 10, J (jack), Q (queen), K (king), A (ace)

### Německé
barvy: srdce, kule, listy, žaludy
německy: Rot (Herz), Schellen, Grün (Laub), Eichel
hodnoty: 7, 8, 9, 10, Unter (česky spodek), Ober (česky svršek), König (král), Ass (eso)

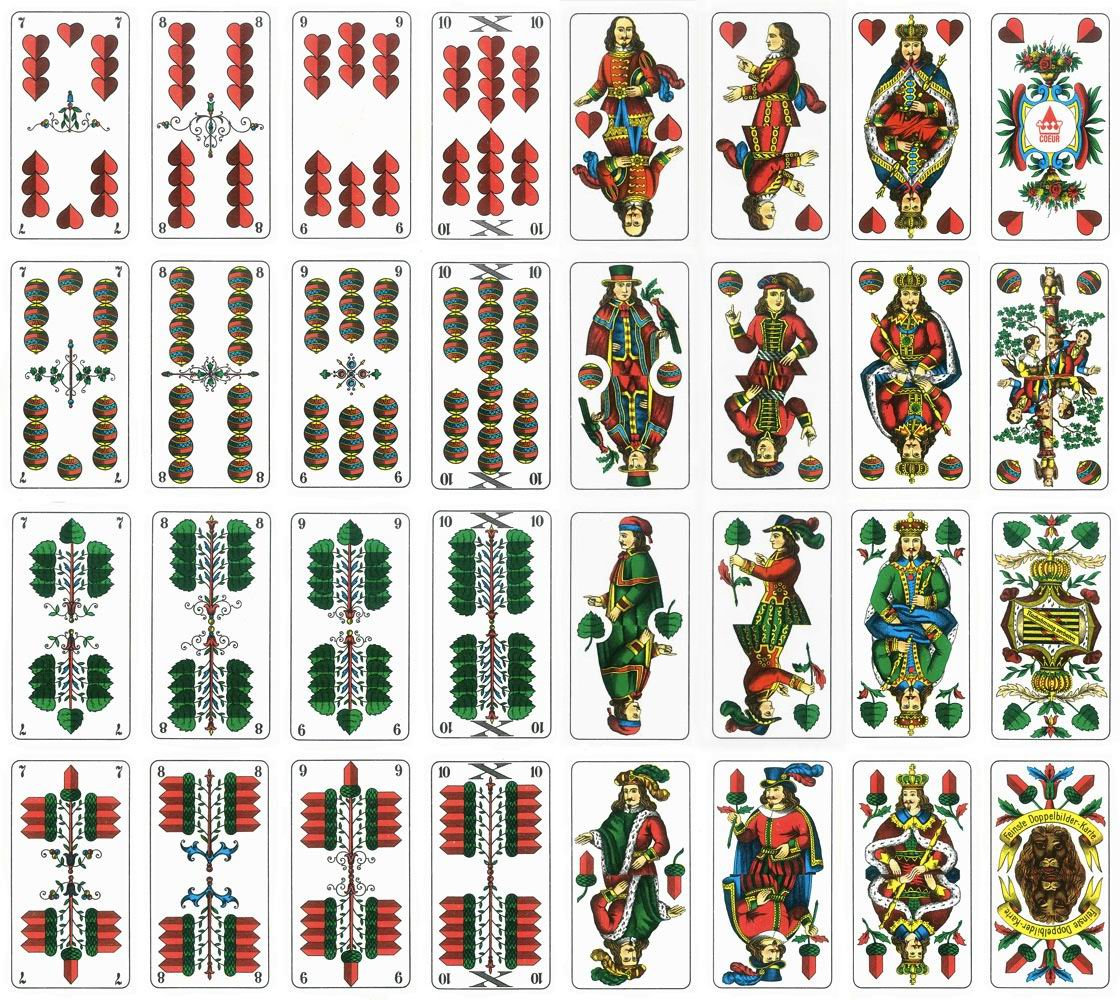
Německý severní typ
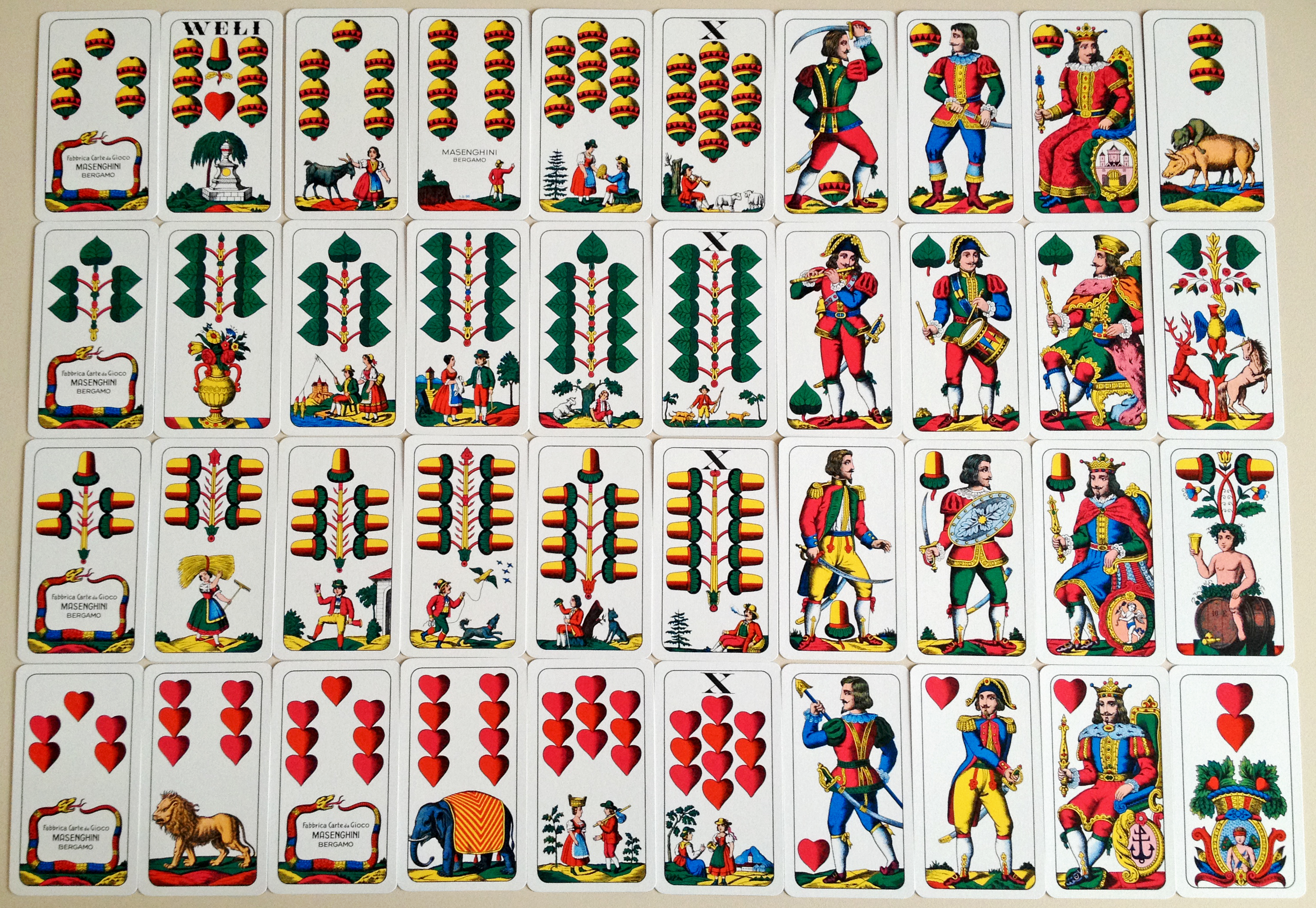
Salcburský typ
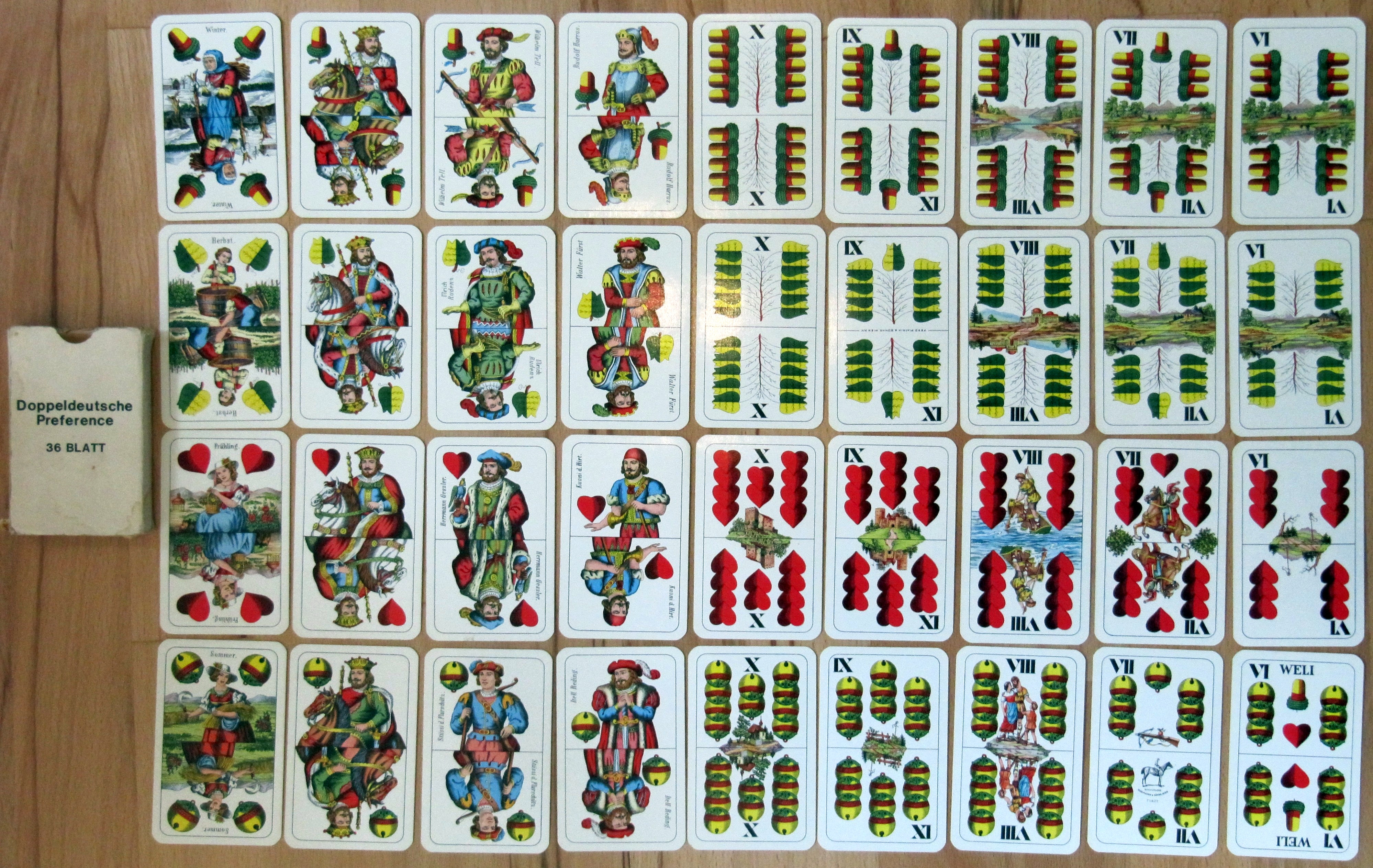
Rakouské karty Vilém Tell

### Italské
barvy: denáry (mince), kopy (poháry), špády (šavle, meče), baštony (hole)
italsky: denari, coppe, spade, bastoni
hodnoty: 1, 2, 3, 4, 5, 6, 7, 8, 9, 10, fante (pěšák), cavallo (jezdec), re (král)

### Ruské
barvy: srdce, kára, piky, kříže
rusky: червы, бубны, пики, трефы
hodnoty: 2, 3, 4, 5, 6, 7, 8, 9, 10, В (валет, sluha), Д (дама, dáma), К (король, král), T (туз, eso)

### Španělské
barvy: mince, poháry, meče, obušky
španělsky: oros, copas, espadas, bastos
hodnoty: 1 (eso), 2, 3, 4, 5, 6, 7, 8, 9, sota (sluha), caballo (jezdec), rey (král)

### Švýcarské
barvy: štíty, růže, kule, žaludy
německy: wappen, rosen, schellen, eichel
hodnoty: 2, 3, 4, 5, 6, 7, 8, 9, Banner (praporečník), Unter (spodek), Ober (svršek), König (král)

### Tarokové karty

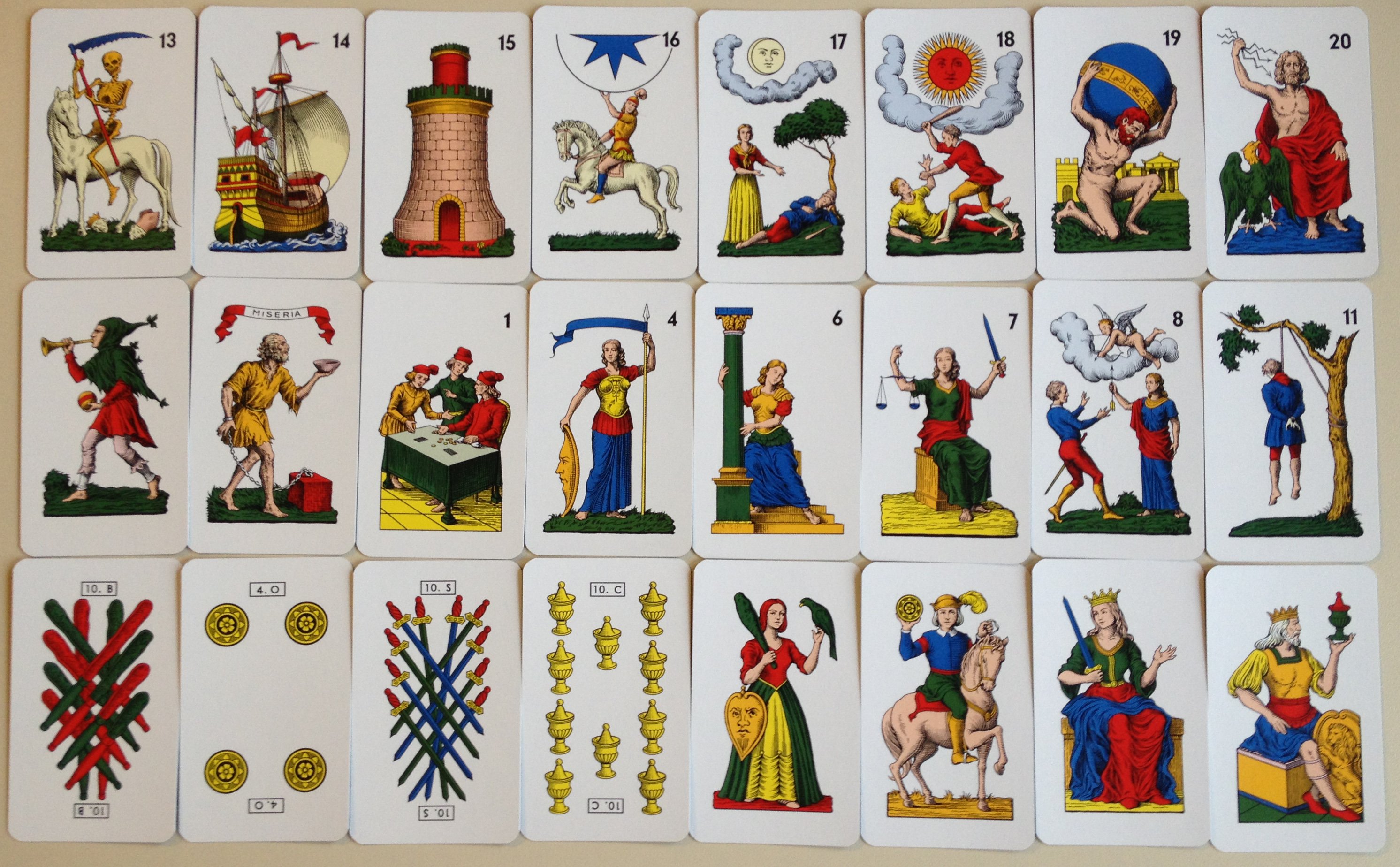
Sicilský tarok

#### Velké Taroky
(Rakousko, Dánsko, Francie)
barvy: francouzské
hodnoty: K, Q, C, J, 10, 9, 8, 7, 6, 5, 4, 3, 2, A(1)
trumfy (tzv. taroky): škýz, XXI.–I.

#### Taroky – 66 listů
(Rakousko)

#### Taroky – 54 listů
(Česko, Rakousko, Německo)
barvy: francouzské
hodnoty (červené barvy): K, Q, C, J, A(1), 2, 3, 4
hodnoty (černé barvy): K, Q, C, J, 10, 9, 8, 7
trumfy (tzv. taroky): škýz, XXI.–I.

#### Taroky – 42 listů
(Maďarsko)
barvy: francouzské
hodnoty (červené barvy): K, Q, C, J, A
hodnoty (černé barvy): K, Q, C, J, 10
trumfy (tzv. taroky): škýz, XXI.–I.

#### Minchiate
barvy: italské
hodnoty: R, D, C, F, 10, 9, 8, 7, 6, 5, 4, 3, 2, A
trumfy: I–XXXV, hvězda, měsíc, slunce, svět, anděl, šašek

#### Piemonteské taroky
barvy: italské
hodnoty: R, D, C, F, 10, 9, 8, 7, 6, 5, 4, 3, 2, 1
trumfy: matto, XXI.–I.

#### Boloňské taroky
barvy: italské
hodnoty (meče a hole): R, D, C, F, 10, 9, 8, 7, 6, A
hodnoty (poháry a mince): R, D, C, F, A, 6, 7, 8, 9, 10
trumfy: Angelo, Mondo, Sole, Luna, 16, 15, 14, 13, 12, 11, 10, 9, 8, 7, 6, 5, 4× Moors, Bégato

#### Sicilské taroky
barvy: italské

## Kukaččí karty
hodnoty: Cuckoo, Bragon, Horse, Cat, Inn, X, VIIII, VIII, VII, VI, V, IIII, III, II, I, 0, Bucket, Mask, Fool, Lion (každá karta 2×)

## Arabské
barvy: mince, poháry, meče, hole na pólo
arabsky: darahim, tuman, suyuf, jawkan
hodnoty: 2, 3, 4, 5, 6, 7, 8, 9, 10, na´ib thani (druhý zástupce), na´ib (zástupce), malik (panovník)

## Asijské karetní listy

### Indické karty
- Dasavatra
- Ganjifa

### Čínské karty

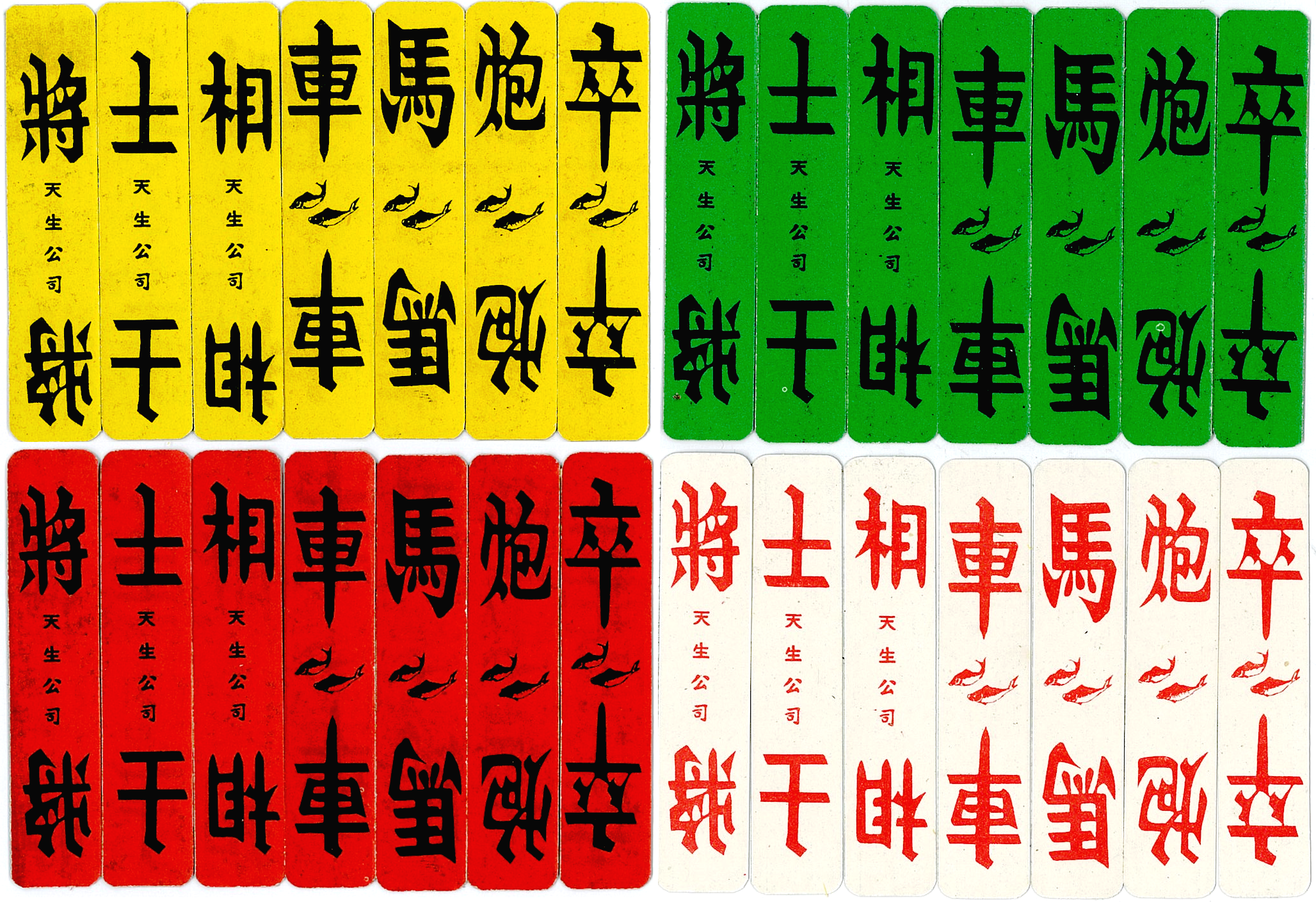
Čínské čtyřbarevné

#### Peněžní
- Dongguan pai
- Kwan pai (?)
- Sung (?) – staročínské karty, název totožný s bankovkami
- Hakka pai

barvy: peníze, šňůry (peněz), myriády (šňůr), desítky (myriád)
hodnoty: 2 až 9, u desítek 1 až 9
- Majiang (Mah Jong nebo mahjong)

144 hracích „karet“ vyrobených ze dřeva, slonoviny pravé nebo nepravé, plastu nebo jiných materiálů, používané ke hře nebo věštbě
barvy: kruhy, bambusy, znaky
hodnoty: kruhy, bambusy, znaky 4× 1 až 9
speciální kameny: draci, větry a 8 bonusových karet
draci: 4× zelený, červený a bílý
větry: 4× severní, jižní, východní a západní
bonusové karty: 1× jaro, léto, podzim a zima ; 1× švestka, orchidej, chryzantéma a bambus
používané jen v některých typech hry, např. v riichi se nevyskytují, hraje se jen se 136
- To Tom

#### Šachové karty
- Chü-ma-p´ao p´ai – čínské šachové karty představují figury z Xiangqi (čínské šachy). Jsou to generál (císař), rádce (mandarín), slon, válečný vůz, dělo, kůň a pěšec. Jedná se o tradiční čínský karetní list protáhlého obdélníkového tvaru. Poměr stran je přibližně pět až osm ku dvěma, rohy bývají zaobleny.

- Szu-Sê p´ai (soo sik pai) – čtyřbarevné šachové karty čítají 118 karet. Každá ze sedmi figur vždy čtyřikrát od jedné barvy (červené, zelené, žluté a bílé). Občas se k sadě přidává ještě šest speciálních karet.
- Hung p´ai – dvoubarevné šachové karty čítají 112 karet. Každá figura je zastoupena osmkrát v černé a osmkrát v červené barvě.
- Shuang-chin p´ai – dvojité zlaté karty čítají 70 (72) karet. Karty jsou ve dvou barvách . Každou ze dvou barev (červená a černá) zastupuje deset pěšců, ostatní figury po čtyřech a jedna (resp. dvě) karty představující zlato.
- Pien-chin p´ai (P´ien-chin p´ai) 
Ve Vietnamu, se hraje s karetní sadou čítající 32 karet hra Tam Cúc (tři chryzantémy). Každá ze dvou barev (pro změnu červená a černá:-b) je zastoupena jedním generálem, pěti pěšci a dvěma kartami každé ze zbývajících figur.

### Japonské karty

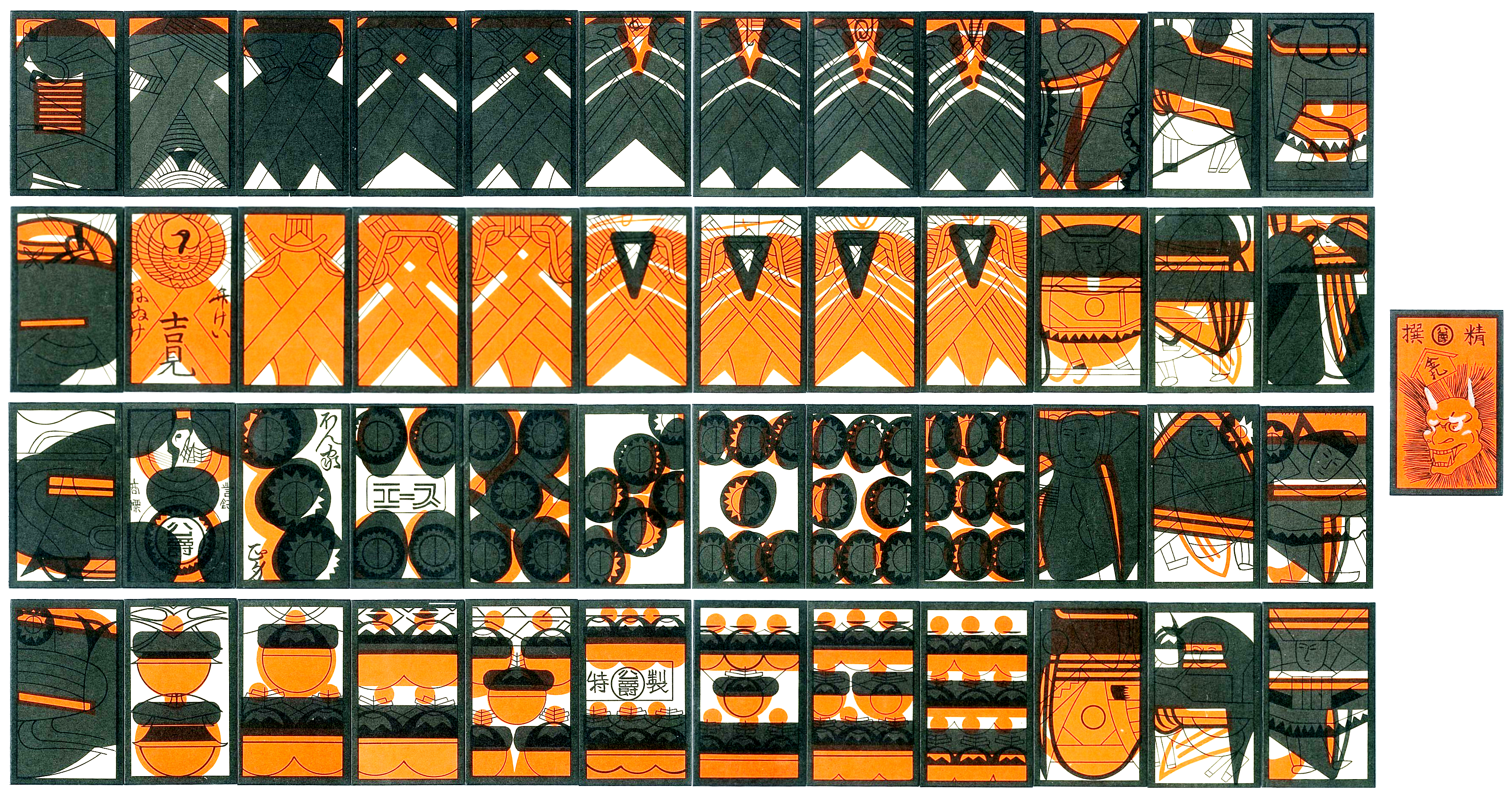
Japonské

#### Kai awase
Nejedná se přímo o karetní hru; lze ji považovat za předchůdce hry Pexeso. Při této hře bylo úkolem účastníků vyhledávat z hromádky škeblí dvě poloviny, které patřily k sobě. Později se na vnitřní stranu malovaly obrázky.

#### Uta karuta – básnické karty
Patrně nejoblíbenější poetická karetní hra, založená na básnické sbírce Po jedné básni od sta básníků (Hjakunin iššu), kterou ve 13. století ze slavných básní tanka (specifický druh 31 slabičných básní) sestavil básník Fudžiwara no Teika. Na jedné sadě karet jsou napsány první části básní a na druhé pak zbývající verše z každé básně. Výsledek této karetní hry závisel nejen na pohotovosti, ale hlavně na dokonalé znalosti slavných veršů.
- Hjakunin iššu-uta karuta
- Šinkokišu-uta karuta
- Isemonogatari-uta karuta
- Ro-eišu-uta karuta
- Jo-kjoku uta karuta
- To-šisen shikaruta
- Sendžimon karuta
- Gendži monogatari – Gendžigaruta
 I tato hra vyžadovala zběhlost v klasické literatuře, tentokrát obsahovala sto citátů z Příběhu o Gendžim.

#### E-awase karuta – obrázkové karty
- Do-sai karuta
- Go rekidaiši karuta
- To-muša karuta
- Jomuša karuta
- Mo-gu karuta
- Šokuninzu karuta
- Ši-no--ko--šo-kizai karuta
- Gundžin bugu karuta
- Daimjó-funadžiruši e-awase karuta
- Jasai karuta, Aomono karuta

#### Iroha karuta – abecední karty
Popsané slabičnou abecedou a rozšířené obzvláště mezi dětmi. Na jedné sadě jsou známá rčení, na druhé pak jim odpovídající obrázek.
- Kjó-iku iroha karuta
- Gakusei kjó-iku iroha karuta
- Iroha tatoa karuta
- Do-sai karuta
- Do-jo- karuta

#### Výukové karty
- Džokugo karuta
- Ko-džo- sandžucu iroha karuta
- Idiom karuta
- Kandži karuta

#### Hana karuta – květinové karty
- Hana awase karuta – Hanafuda 
Japonské květinové karty, čítající 50 listů. Každá karta představuje určitou květinu, která přísluší k určitému měsíci v roce. Každému měsíci přísluší čtyři karty s různým vyobrazením dané květiny. Navíc jsou dvě speciální karty.
- Hana tori awase

#### Karty převzaté z Evropy
- Tenšó-karuta
- Unsun karuta

barvy: zlato (mince), poháry, meče, obušky, vířivé kruhy (?)
japonsky: óru, koppu, isu, hó, tomoe (kuru)
hodnoty: 1, 2, 3, 4, 5, 6, 7, 8, 9, rohai (drak), sóta (spodek,kluk), koši (král), uma (kaval), un (bůžek štěstí), sun (císař)
- Kabu karuta
- Kabu fuda – Secufuda
- Omame – Mame fuda
- Komame – Komura

### Korejské karty
- T´u-čŏn

barvy: člověk, ryba, vrána, bažant, daněk, hvězda, (zajíc, kůň)
korejsky: saram, mulkoki, kkamakwi, kkwŏng, noru, ppyŏl, (t´okki, mal)
hodnoty: 1, 2, 3, 4, 5, 6, 7, 8, 9, Generál

## Věštecké karty
Jedná se v podstatě o hrací karty používané ne ke hře, ale k předpovídání budoucnosti. Nejznámější věštecké karty jsou karty tarotové, které jsou naprosto identické s italskými tarokovými kartami piemontského typu.